# Roberto Mantovani

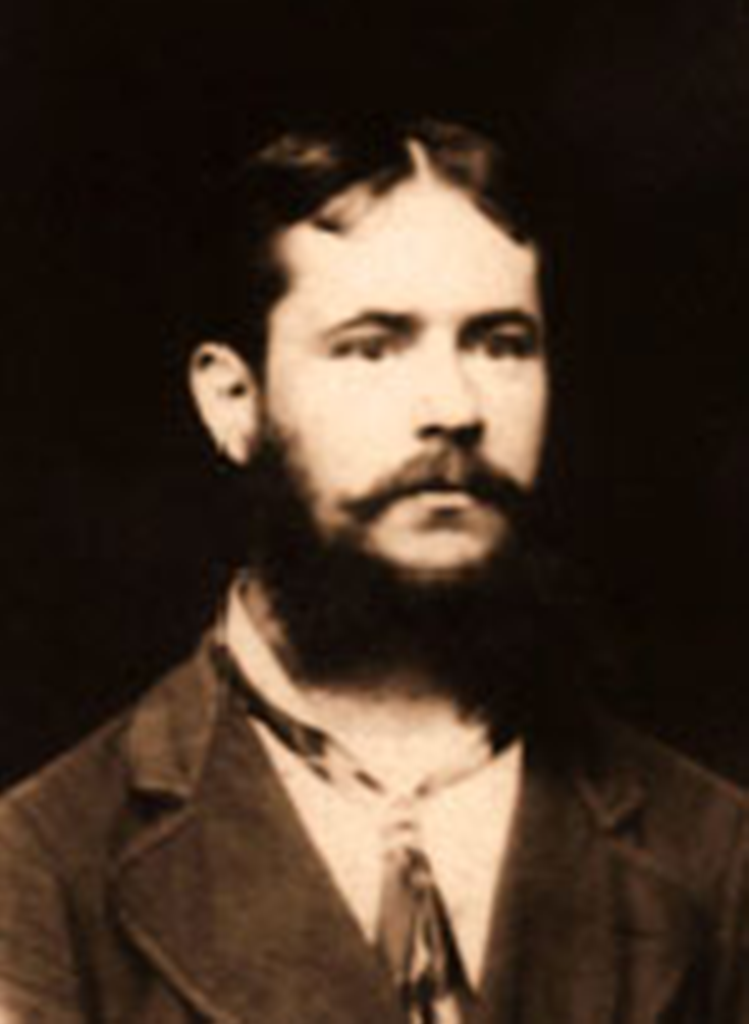
Roberto Mantovani

Roberto Mantovani (Parma, 25 maart 1854 - Parijs, 10 januari 1933) was een Italiaans violist en natuurwetenschapper. Hij was een vroege aanhanger van continentverschuiving en de theorie van een uitzettende Aarde.
Mantovani's vader, Timoteo Mantovani, stierf toen hij zes maanden oud was. Onder invloed van zijn moeder Luigia Ferrari bezocht Mantovani vanaf zijn elfde een prestigieuze muziekschool om zijn diploma te halen. Hij was echter meer geïnteresseerd in natuurwetenschappen dan in muziek.
Als violist bezocht hij in 1878 het eiland Réunion, waar hij door vulkanisme gevormde breuken bestudeerde. Hij bedacht dat soortgelijke verschuivingen hele continenten konden bewegen, een idee dat hij in 1889 publiceerde.
Mantovani werd aangesteld als de Italiaanse consul op Réunion, maar keerde later terug naar Europa. Hij vestigde zich bij Saint-Malo in Bretagne, waar hij een muziekschool opende. Tegelijkertijd bleef Mantovani lezingen geven over zijn ideeën over continentverschuiving. In 1909 publiceerde hij zijn theorie dat de Aarde uitzet vanwege een langzame opwarming, waardoor de continenten uit elkaar bewegen. Deze publicatie zou later door Alfred Wegener geciteerd worden, die overeenkomsten tussen Mantovani's ideeën en zijn eigen theorie van continentendrift zag.
- Istituto Centrale per il Catalogo Unico: GEAV084487
- Système universitaire de documentation: 232418136
- Virtual International Authority File: 1325154741632153110004